# Vallée de Saint-Savin
La vallée de Saint-Savin, vallée de la Rivière de Saint-Savin ou Arribèra de Sent Savin, est un des sept ensembles des Pyrénées françaises du Lavedan, partie sud-occidentale de la Bigorre qui appartient actuellement au département des Hautes-Pyrénées, région Occitanie.
Elle est située au sud-ouest du Lavedan et regroupe les communes de Adast, Arcizans-Avant, Cauterets, Lau-Balagnas, Pierrefitte-Nestalas, Saint-Savin, Soulom et  Uz.

## Toponymie

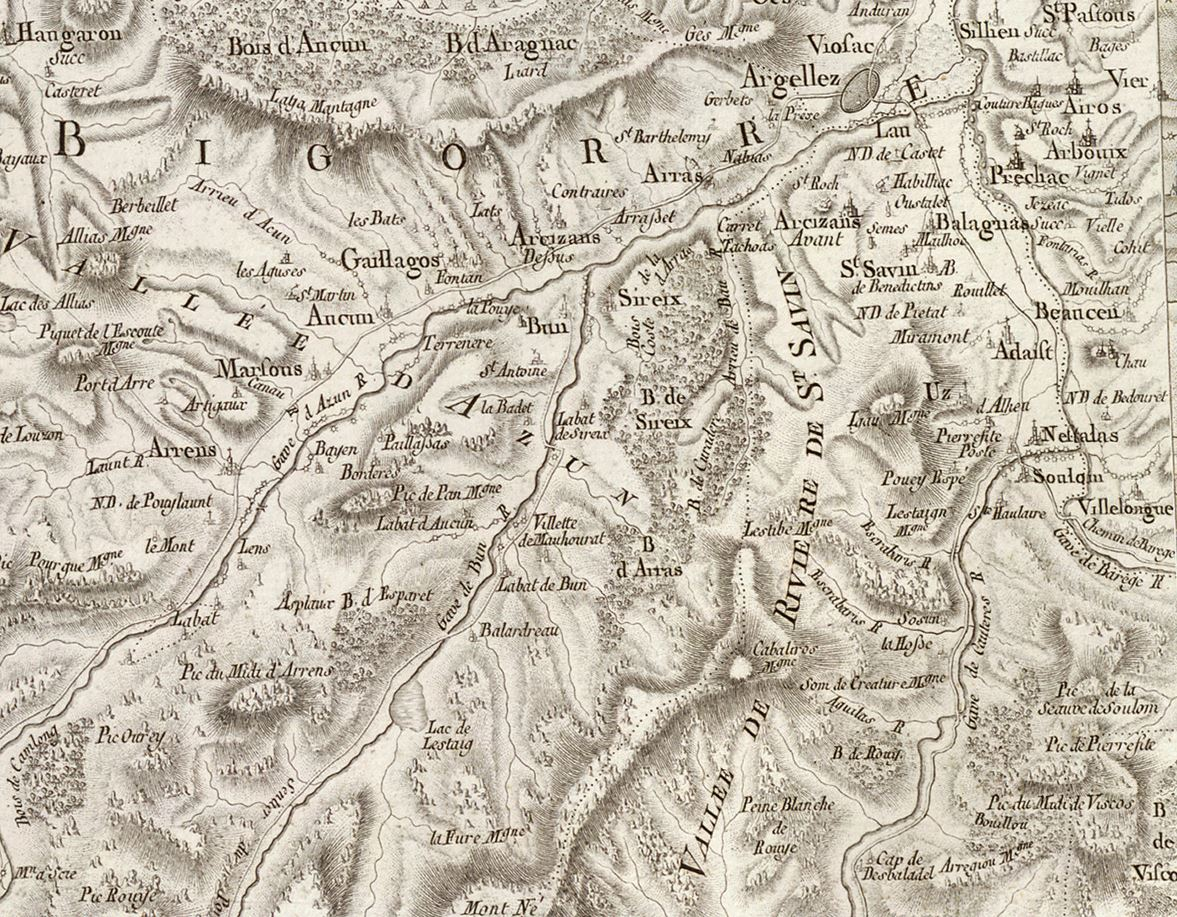
Extrait de la carte de Cassini (entre 1756 et 1789) situant la vallée de la Rivière de Saint-Savin.

Le nom vient de arribèra, c'est-à-dire la « rivière ».

## Géographie

### Situation
Placée sur la rive gauche du gave de Pau, à quelques encablures au sud de Lourdes, elle est limitrophe au sud avec l'Espagne (région d'Aragon), entre les vallées du val d'Azun (ouest) le pays Toy et le Dabant-Aygues (est) et l'Estrèm de Salles (nord)[réf. nécessaire].

### Hydrographie
La vallée de Saint-Savin est dans le bassin de l'Adour, au sein du bassin hydrographique Adour-Garonne.
Elle est drainée principalement par le gave de Cauterets.

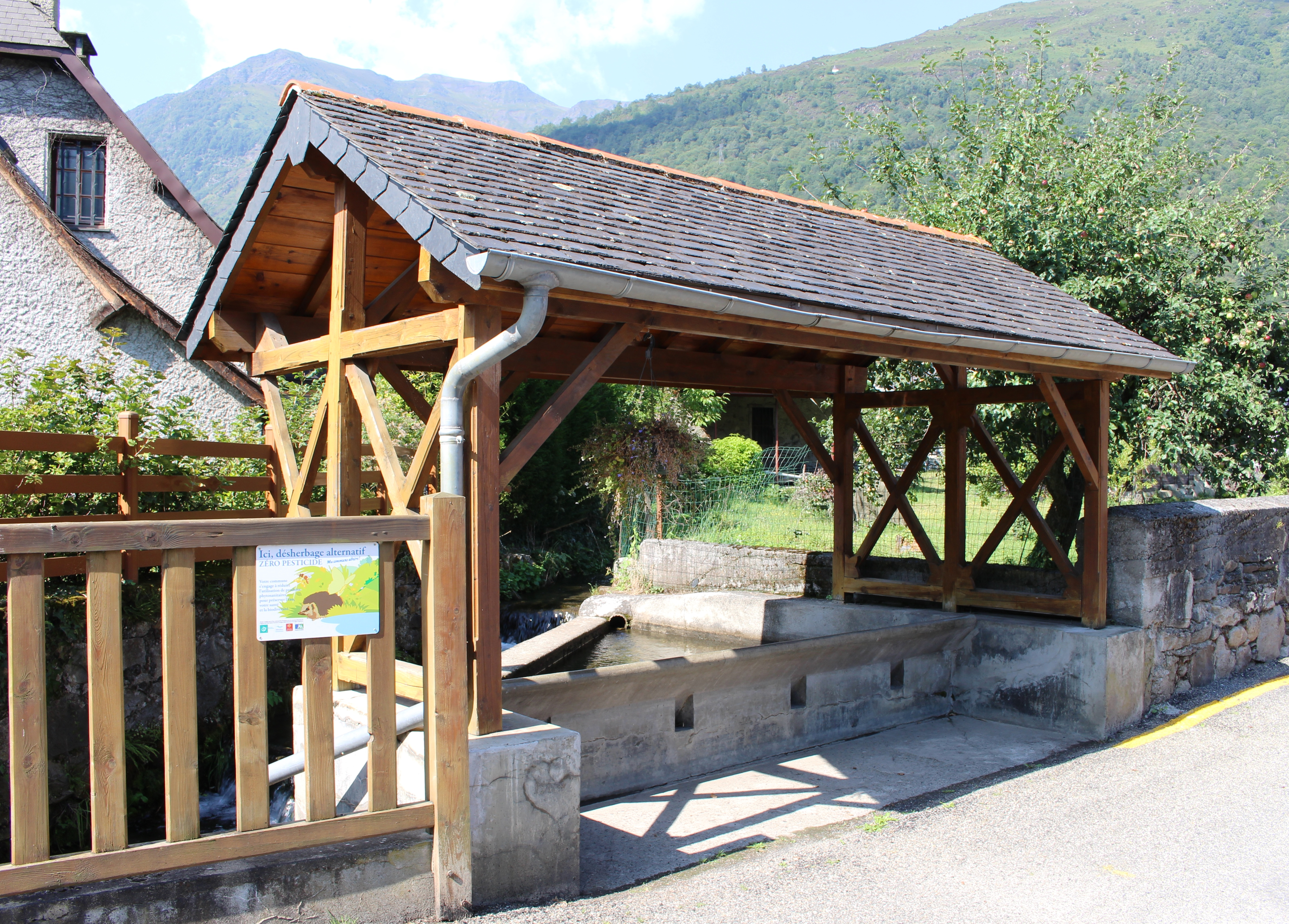
Lavoir de Pierrefitte-Nestalas.
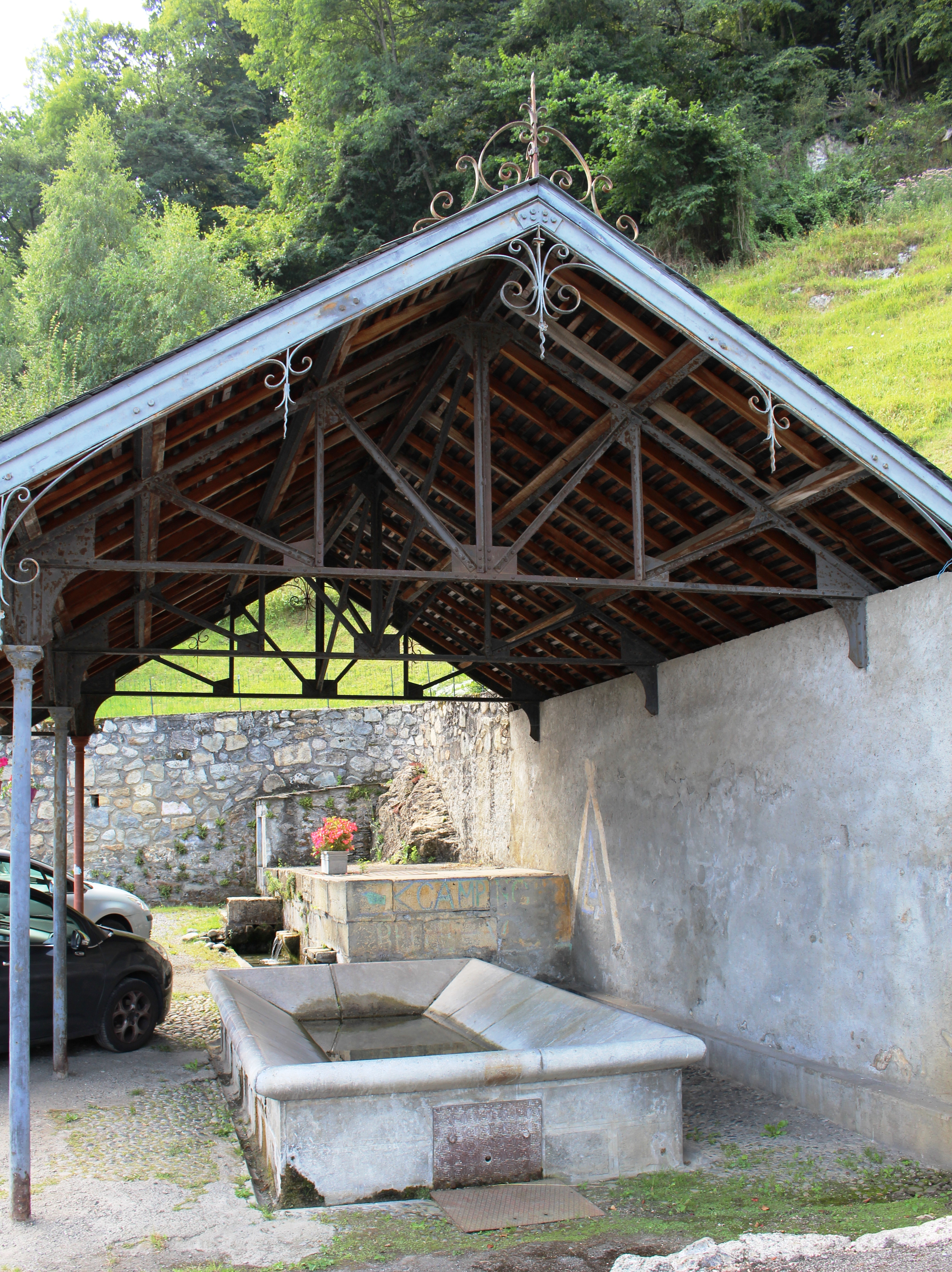
Lavoir de Saint-Savin.
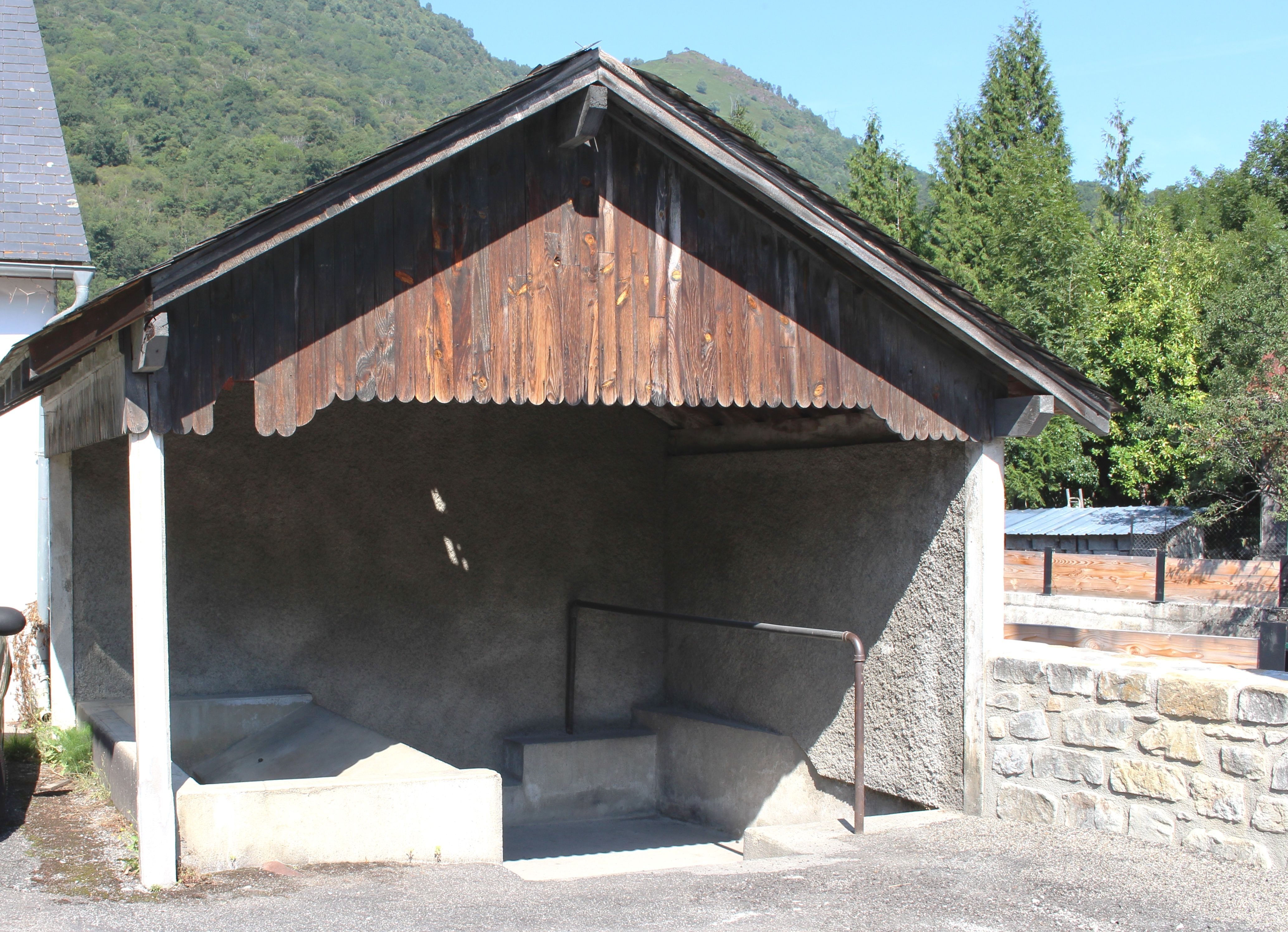
Lavoir de Soulom.
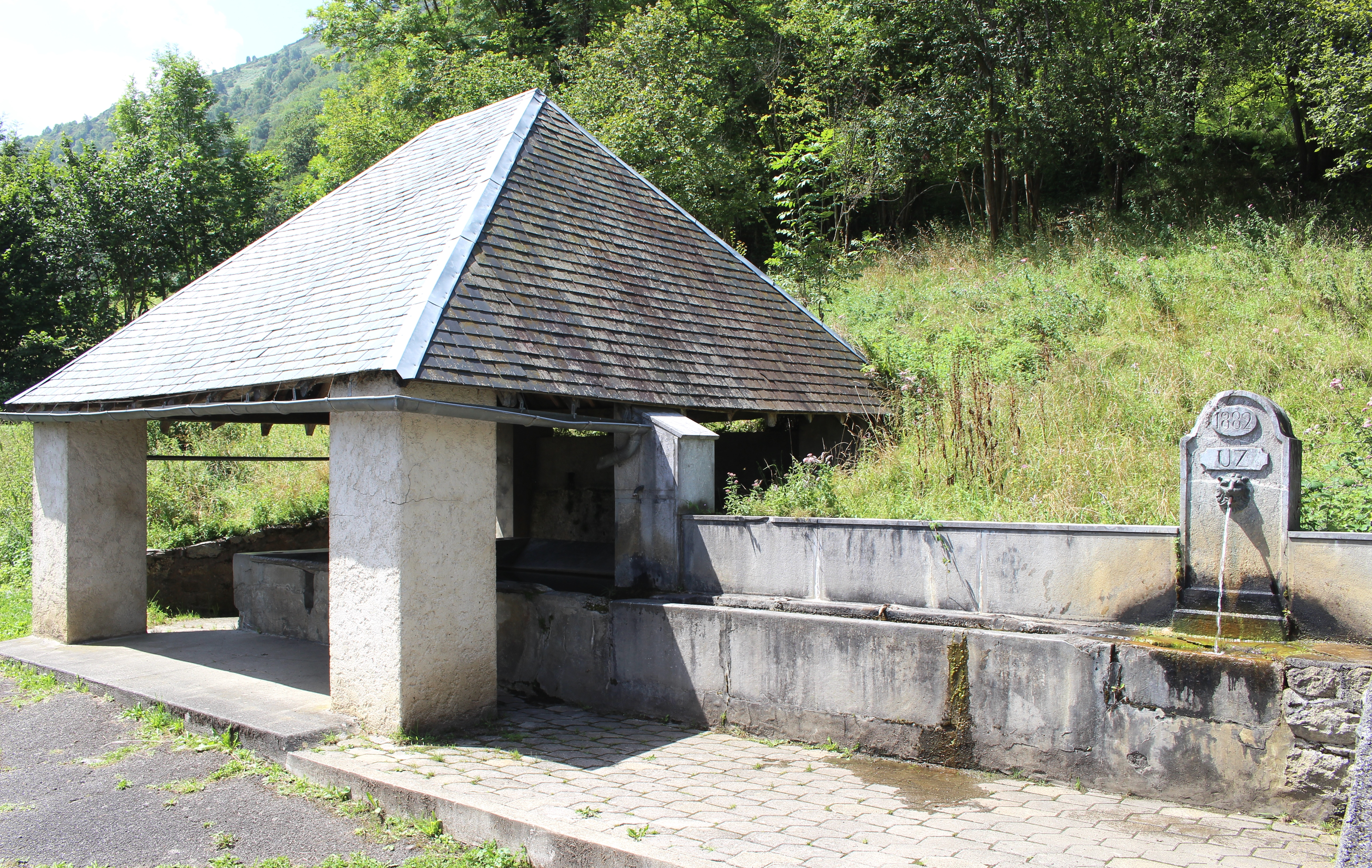
Lavoir d'Uz.

### Voies de communication et transports
Les communes sont desservies principalement par la D 920.

#### Autres voies de communication
Il n'existe pas de liaison routière avec l'Espagne, mais plusieurs cols piétonniers permettent l’accès : le col des Mulets, le col d'Arratille, le col de la Fache, le port du Marcadau.

## Administration

### Communes
Liste des 8 communes de la vallée de Saint-Savin, Pierrefitte-Nestalas étant la capitale.

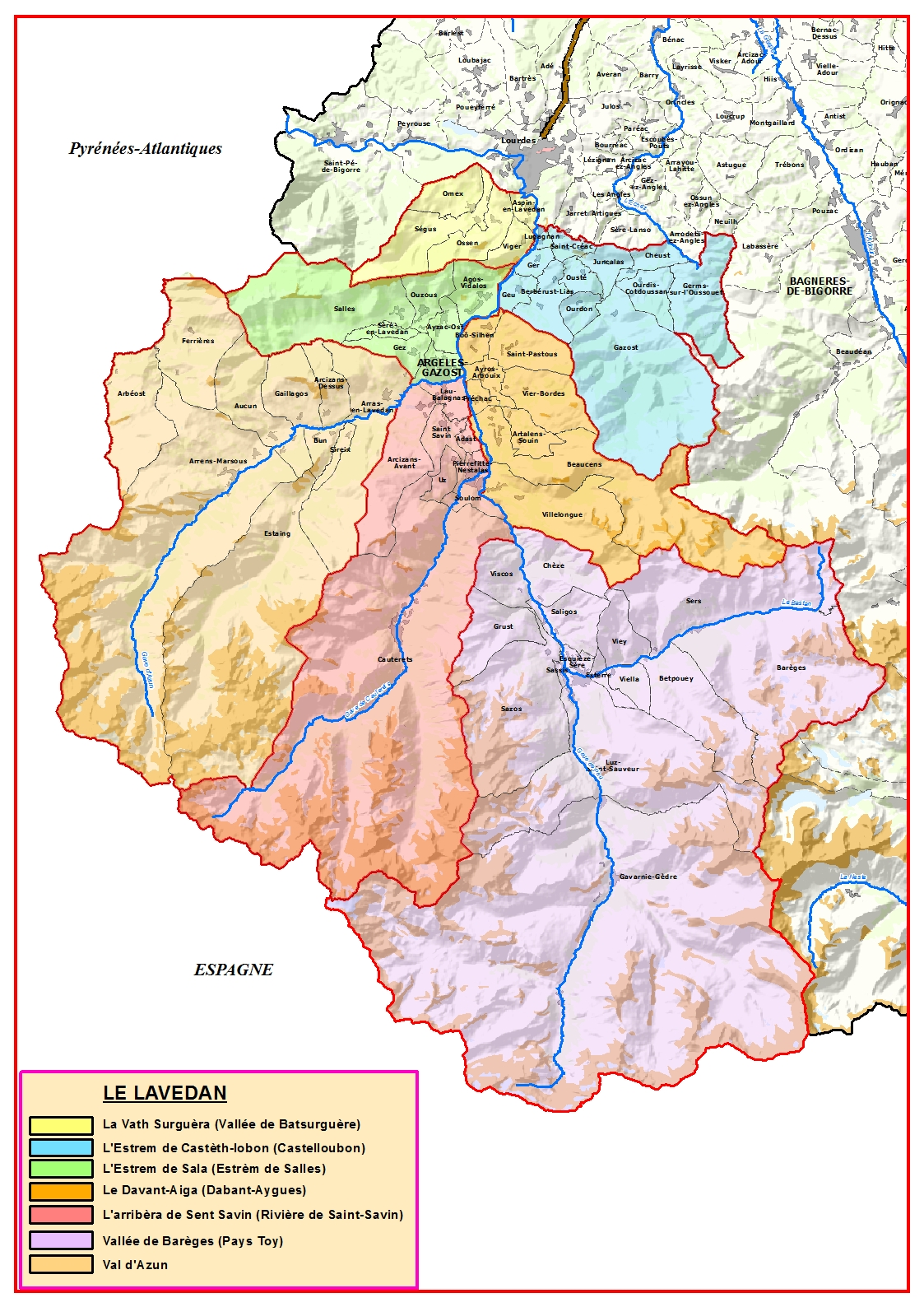
La vallée de Saint-Savin (en rose) dans le Lavedan.

| Commune              | Population (2020) | Superficie (km²) | Altitude (mini) | Altitude (maxi) | Illustration |
| -------------------- | ----------------- | ---------------- | --------------- | --------------- | ------------ |
| Adast                | 298               | 1.05             | 464             | 542             |              |
| Arcizans-Avant       | 389               | 15.04            | 480             | 2332            |              |
| Cauterets            | 870               | 156.84           | 503             | 3298            |              |
| Lau-Balagnas         | 522               | 2.9              | 419             | 573             |              |
| Pierrefitte-Nestalas | 1119              | 1.76             | 452             | 701             |              |
| Saint-Savin          | 364               | 3.86             | 433             | 1320            |              |
| Soulom               | 283               | 2.91             | 458             | 967             |              |
| Uz                   | 33                | 2.45             | 625             | 1207            |              |
| Total                | 3 878             | 186,81           |                 |                 |              |

## Protection environnementale
La partie sud de la vallée est située dans le parc national des Pyrénées.
La vallée fait partie d'une zone naturelle protégée, classée ZNIEFF de type 1 et 2,.

## Tourisme
Le tourisme est développé autour des stations de ski et des activités d'été : escalade, vol libre en parapente et deltaplane, sports aquatiques, cyclisme (terminus de la voie verte des Gaves et voie verte Pierrefitte-Nestalas/Cauterets), les nombreux sentiers de randonnées balisés et accessibles à tous permettent de visiter la vallée et notamment la vallée de Cauterets. Cauterets est aussi une ville thermale reconnue.

### Patrimoine
La vallée possède un important patrimoine architectural d'églises romanes rurales.

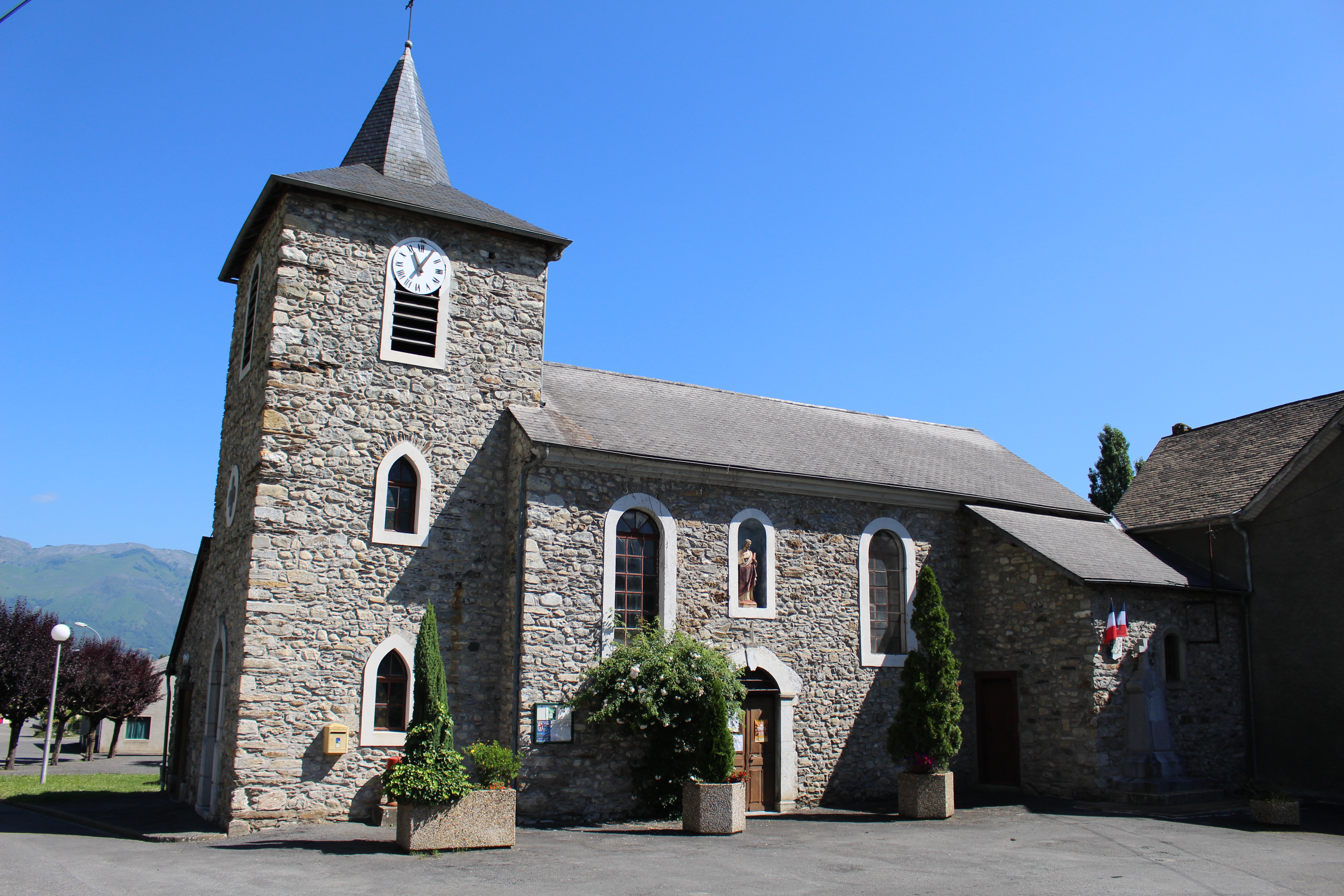
Église Saint-Barthélemy d'Adast.
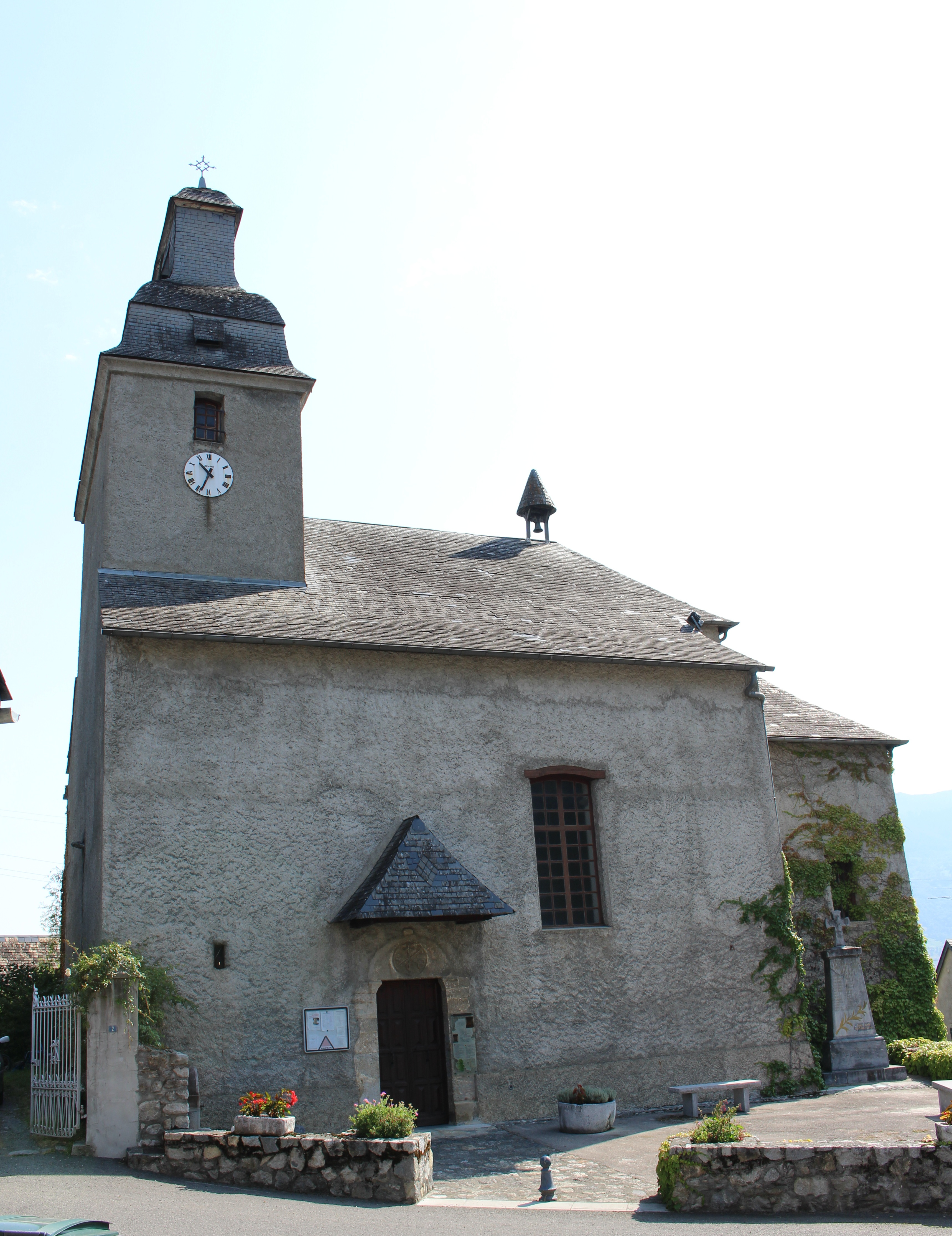
Église Saint-Martin d'Arcizans-Avant.
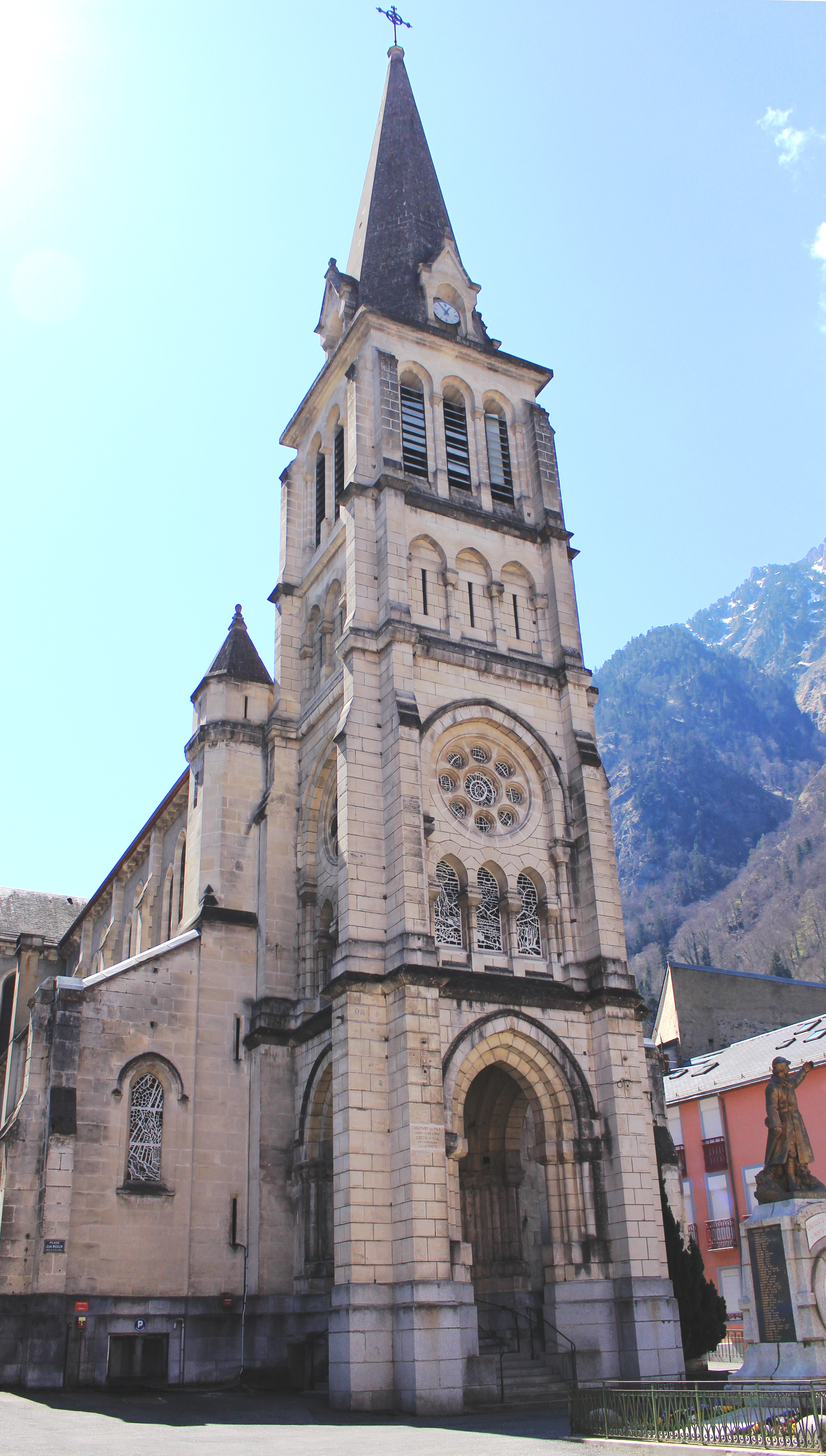
Église Notre-Dame-de-l’Assomption de Cauterets.
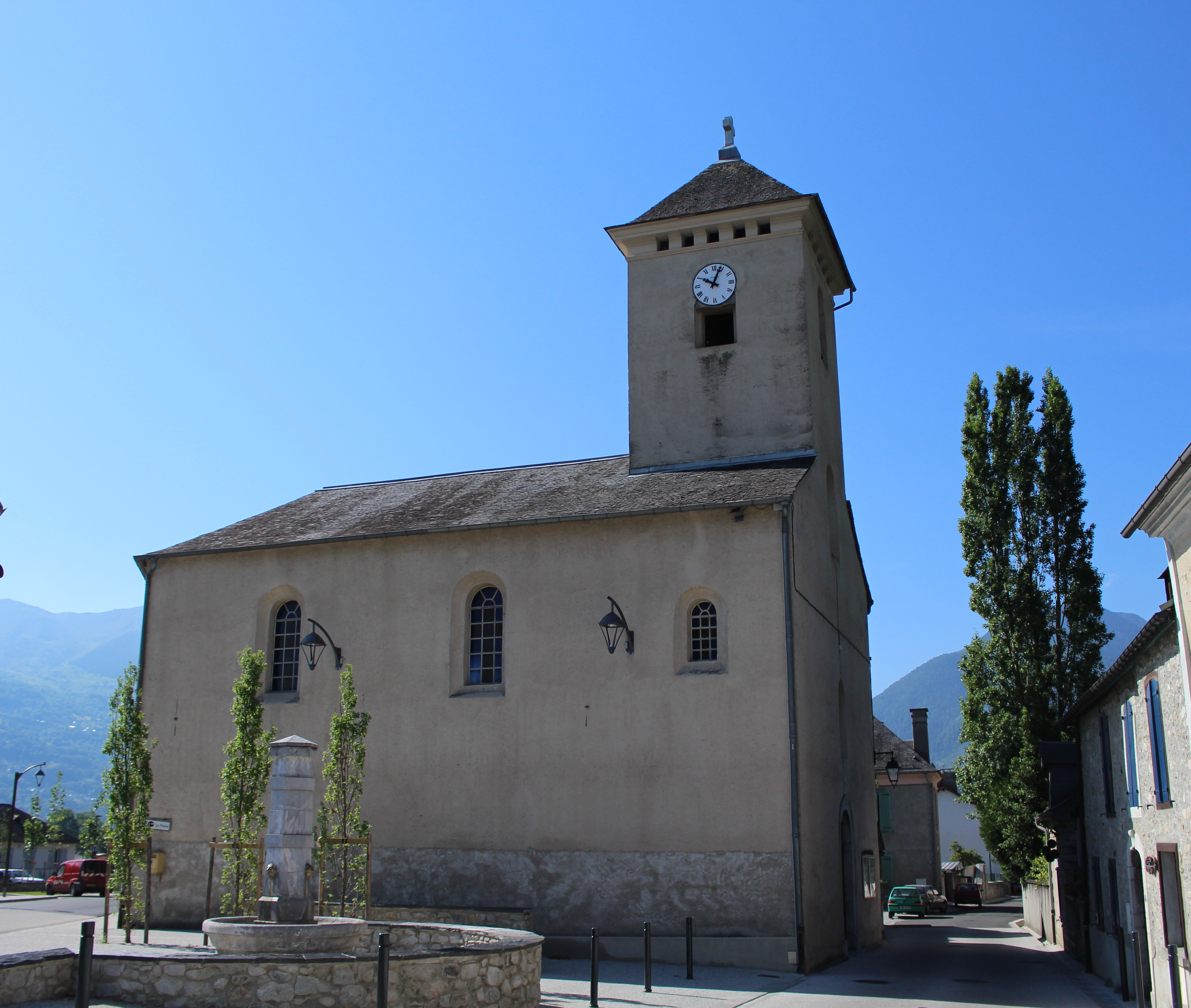
Église Saint-Laurent de Lau.
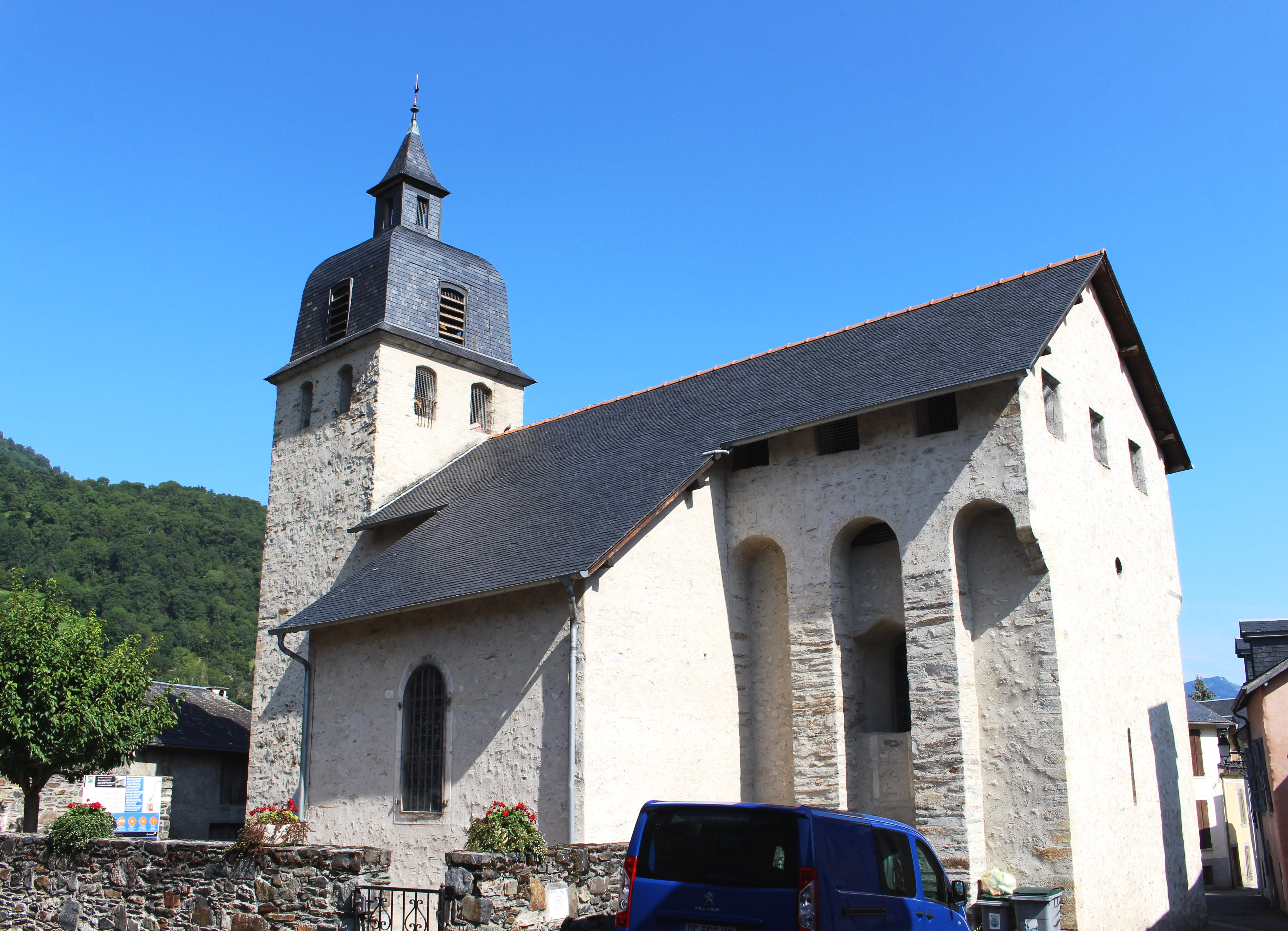
Église Saint-Pierre de Nestalas.
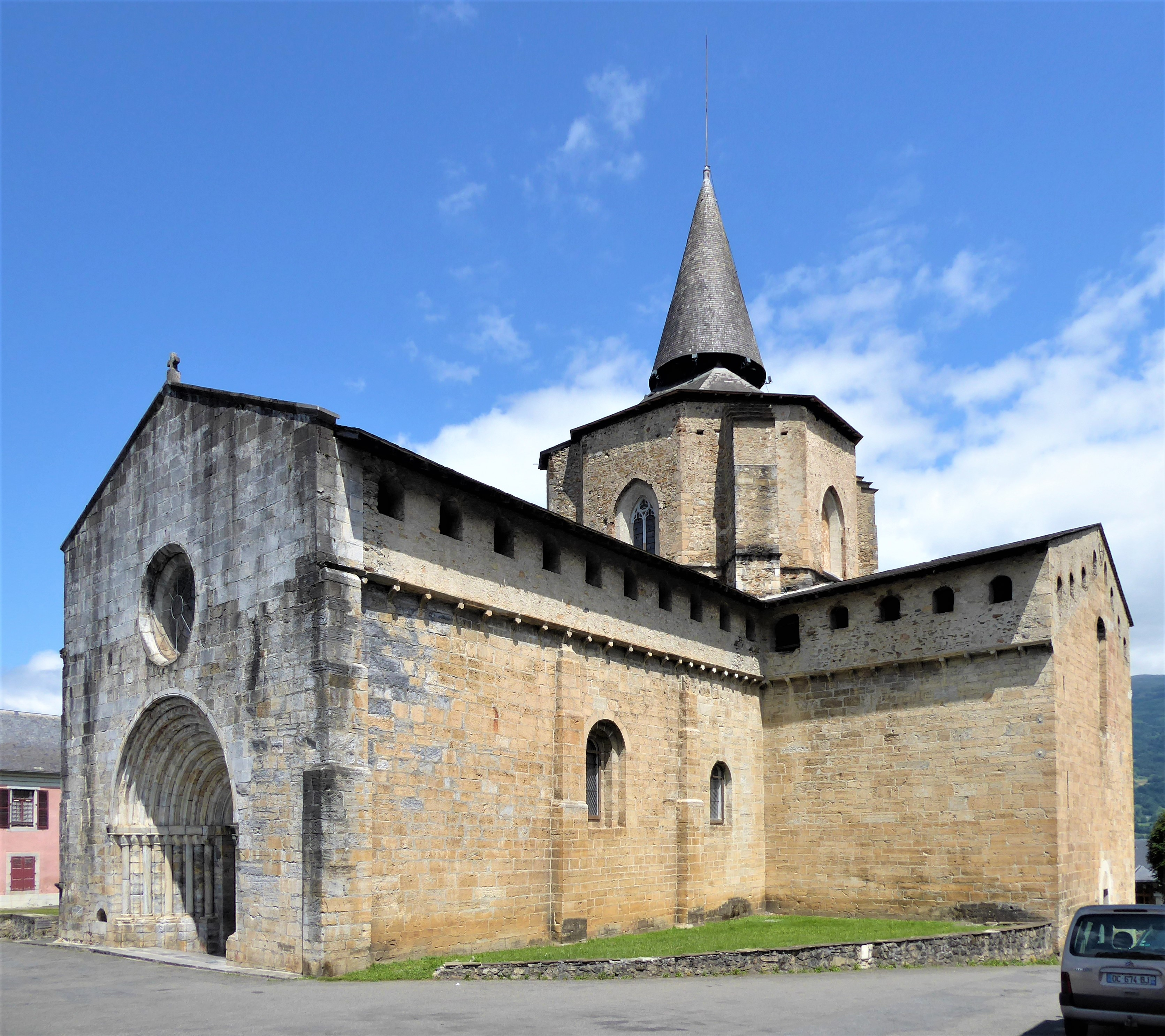
Abbaye de Saint-Savin-en-Lavedan.
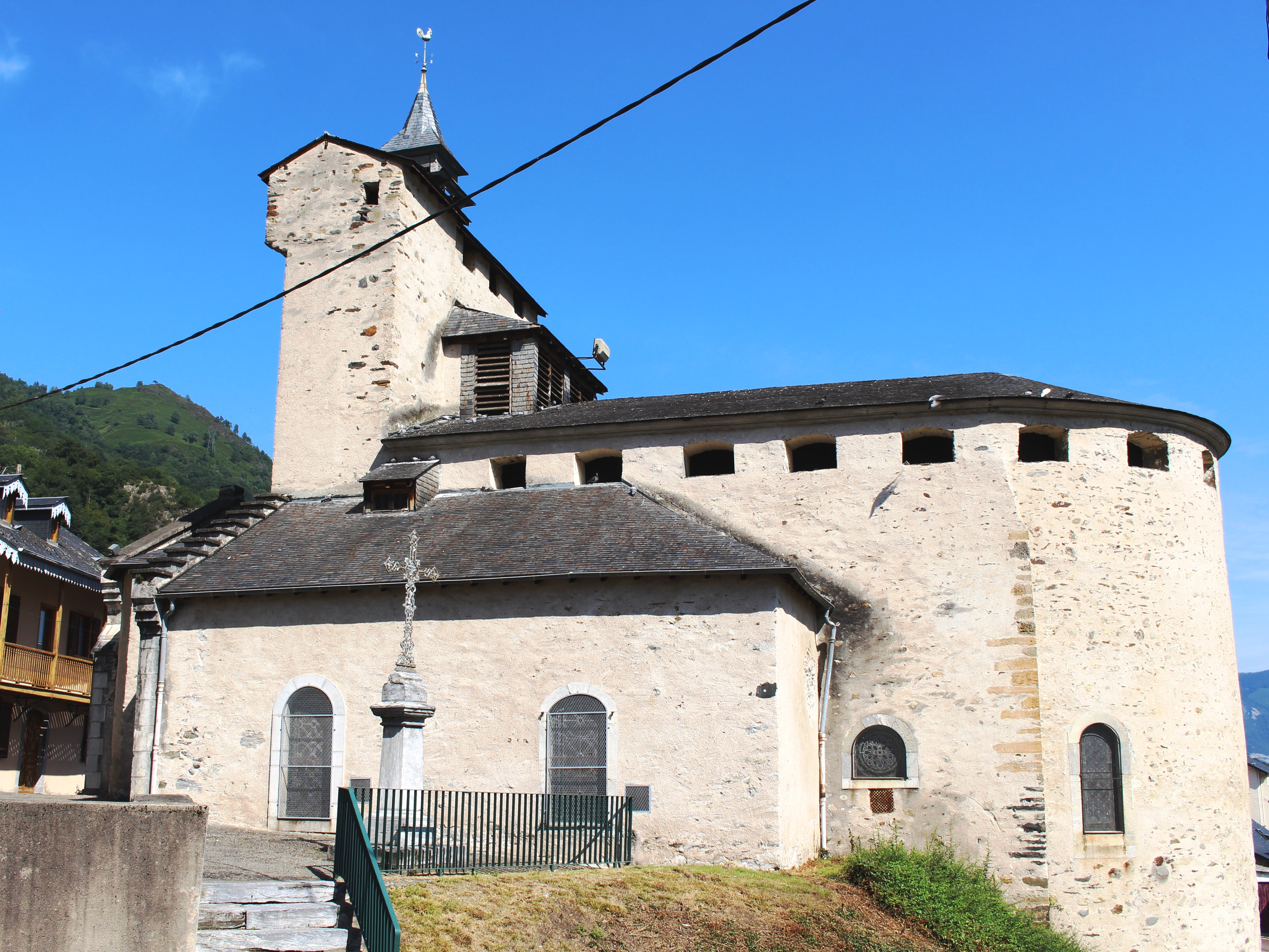
Église Saint-André de Soulom.
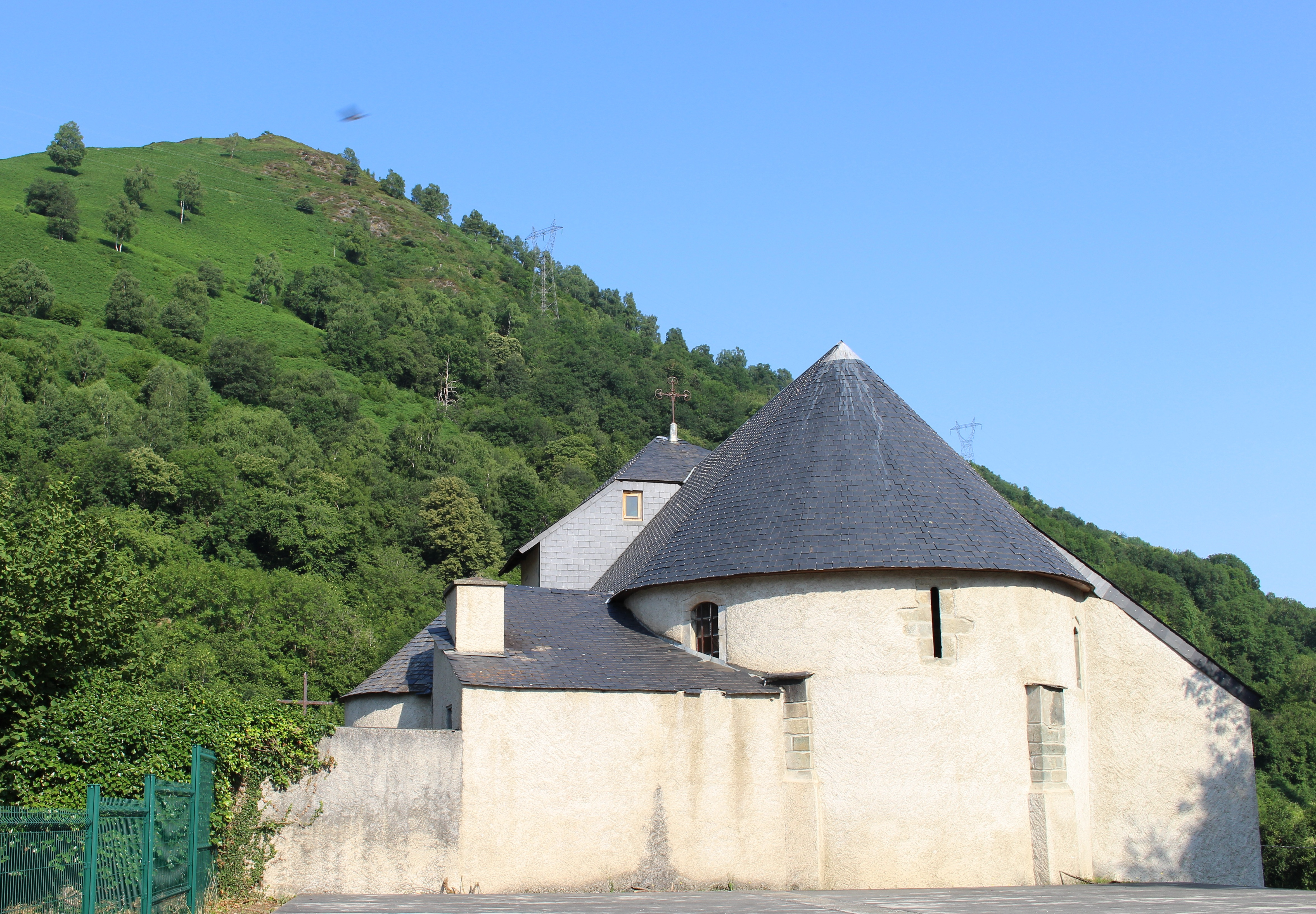
Église Saint-Laurent d'Uz.

### Patrimoine industriel
Centrale hydroélectrique de Lau-Balagnas et centrale hydroélectrique de Calypso à Cauterets.